# Chapelle de Climbach
La chapelle de Climbach est une ancienne chapelle de laquelle il ne reste que des vestiges, située dans la commune française de Climbach, dans le département du Bas-Rhin.

## Histoire
L'histoire de cette chapelle est peu connue,,,. Ce sanctuaire chrétien aurait été construit sur un sanctuaire païen et la première chapelle en bois édifiée par un ermite, Richard, à la fin du XIIe siècle ou au début du XIIIe siècle. Sur ce lieu devenu pèlerinage, une deuxième chapelle est construite en grès rose un siècle plus tard par les Cisterciens de Pfaffenbronn. La chapelle est probablement détruite au cours de la guerre de Trente Ans et seuls subsistent aujourd'hui l'arc ogival séparant l'ancienne nef du chœur et une partie des murs dans le chœur de la chapelle du XIVe siècle.
Certaines pierres sculptées d'un autel en un bloc de grès se trouvent aujourd'hui au musée Westercamp de Wissembourg. À l'ouest de l'arc ogival, coule une source, dite Climbronn. Au Moyen Âge, l'eau de la source est réputée pour ses propriétés curatives ; elle est captée et le sanctuaire transformé en chapelle destinée au pèlerinage.